# Wall Rock
La Wall Rock (in lingua inglese: Roccia di Wall) è una formazione rocciosa antartica, situata 7 km a nord del Robbins Nunatak nelle Schmidt Hills, una delle due porzioni che costituiscono il Neptune Range, nei Monti Pensacola in Antartide. 
La formazione rocciosa è stata mappata dallo United States Geological Survey (USGS) sulla base di rilevazioni e foto aeree scattate dalla U.S. Navy nel periodo 1956-66.
La denominazione è stata assegnata dall'Advisory Committee on Antarctic Names (US-ACAN) in onore di John Wall, membro dell'Electronic Test Unit nei Monti Pensacola nel periodo 1957-58.